# Ernst Büchner
Ernst Wilhelm Büchner (ur. 18 marca 1850 w Pfungstadt, zm. 25 kwietnia 1924 w Darmstadt) – niemiecki chemik, specjalizujący się w chemii przemysłowej, który jest najbardziej znany jako twórca metody sączenia ciśnieniowego w skali technicznej i przemysłowej oraz wynalazca kolby ssawkowej, obecnie znanej pod nazwą kolba Büchnera, oraz lejka do sączenia osadów z dnem sitowym, obecnie znanego pod nazwą lejek Büchnera. Patent na te dwa wynalazki uzyskał w 1888. Opracowana przez Büchnera metoda sączenia dużych ilości osadu w wariancie podciśnieniowym, zwanym również próżniowym, była wzorowana na metodzie dra R. Hirscha, który opracował metodę sączenia podciśnieniowego w skali laboratoryjnej. Büchner opracował również metodę nadciśnieniową (zawiesina wówczas znajdowała się wewnątrz hermetycznego zbiornika z dnem sitowym).
Był synem niemieckiego farmaceuty i polityka Wilhelma Ludwiga Büchnera (1816–1892). Jego wujkami byli pisarz i przyrodnik Georg Büchner (1813-1837) oraz filozof Ludwig Büchner (1824–1899).